# Вауда-Канавезе
Вауда-Канавезе (итал. Vauda Canavese, пьем. Vàuda) — коммуна в Италии, располагается в регионе Пьемонт, в провинции Турин.
Население составляет 1410 человек (2008 г.), плотность населения составляет 201 чел./км². Занимает площадь 7 км². Почтовый индекс — 10070. Телефонный код — 011.
Покровителем населённого пункта считается святой Бернард Клервоский.

## Демография
Динамика населения:

## Администрация коммуны
- Официальный сайт: http://www.comune.vaudacanavese.to.it/